# Haptanthus hazlettii
Haptanthus hazlettii ist die einzige Pflanzenart der monotypischen Gattung Haptanthus, die alleine die Familie der Haptanthaceae bildet.

## Beschreibung

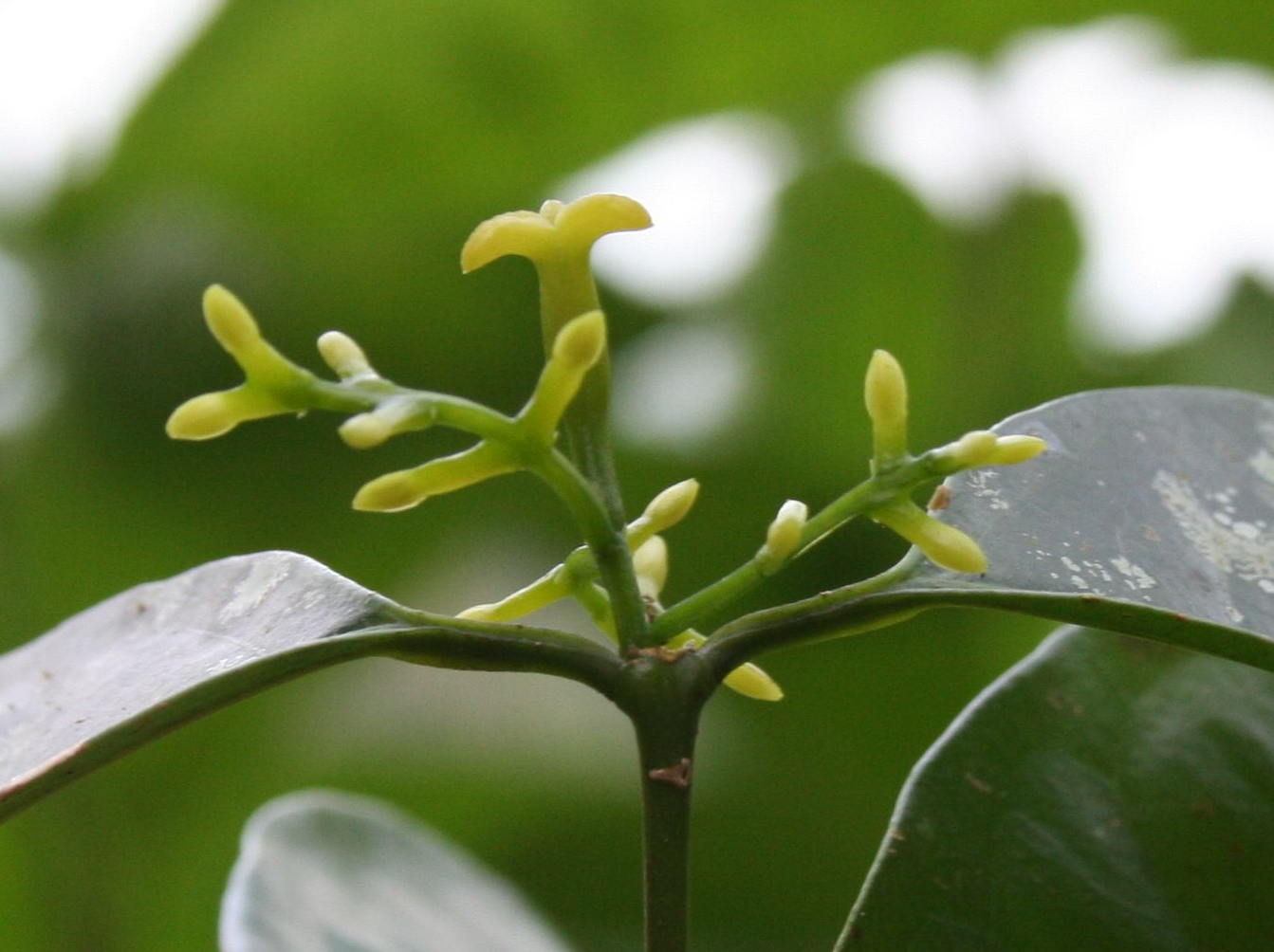
Blütenstand, oben in der Mitte die weibliche Blüte und seitlich die männlichen Blüten

Haptanthus hazlettii ist ein immergrüner Baum oder Strauch der bis etwa 5–8 Meter hoch wächst. Die gegenständigen und kurz gestielten, spitzen bis zugespitzten, eiförmigen bis elliptischen Laubblätter sind einfach und der Blattrand ist ganz. Sie sind kahl und bis 13,5 Zentimeter lang. Nebenblätter sind nicht vorhanden.
Es ist eine einhäusig getrenntgeschlechtige (monözische) Art. Es werden kurze und achselständige, zusammengesetzt zymöse, traubige Blütenstände, mit meist nur einer größeren weiblichen Blüten im Zentrum sowie bis zu 18 männlichen, gebildet. Die kleinen, eingeschlechtlichen, kurz gestielten, kahlen und röhrigen Blüten sind gelb-grün sowie ohne Blütenhülle, die Blütenhüllblätter fehlen. Es sind meist zwei aneinandergepresste Staubblätter, mit breiten Staubfäden, in jeder männlichen Blüte enthalten, so sieht es aus als sei nur eines vorhanden. Die drei Fruchtblätter der weiblichen Blüten sind zu einem oberständigen, einkammerigen Fruchtknoten verwachsen, mit drei ausgebogenen, länglichen, eingefalteten und zungenförmigen Griffeln mit jeweils zwei kammförmigen Narbenästen. 
Es werden kleine, längliche und septizidale, dreiklappige, grünliche, etwa 4,5–6 Zentimeter lange Kapselfrüchte mit Griffel-, Narbenresten gebildet. Die kleinen Samen sind grubig, skulptiert.

## Ökologie
Nach Goldberg und Alden (2005) werden die Blüten vermutlich durch den Wind bestäubt.

## Systematik und botanische Geschichte
Haptanthus hazlettii wurde wohl anhand eines 1980 durch Hazletti in Honduras gesammelten Exemplares im Jahr 1989 durch A. Goldberg und C. Nelson erstbeschrieben. Als Fundortangabe gibt es nur: 5 km südöstlich von Matarras, Municipio Arizona, Atlántida; es gab mehrere gescheiterte Versuche, diese Art in Honduras wiederzufinden. Erst 2010 ist es gelungen ein weiteres Exemplar in Honduras zu entdecken, anhand dessen auch genetische Untersuchungen durchgeführt werden konnten. Weitere wenige Bäume konnten dann 2010, 2011 entdeckt werden. Zwei trugen auch Früchte und Samen, die dann 2015 dokumentiert sowie erstbeschrieben wurden. 
Die Eingliederung der Familie der Haptanthaceae ist unklar. Mögliche Verwandtschaften vermutet man in den Familien der Buxaceae, Salicaceae und Lacistemataceae.
Zur Gattung Haptanthus gehört nur eine Art: 
- Haptanthus hazlettii Goldberg & C.Nelson

## Weiterführende Literatur
- A. B. Shipunov, A. Oskolski: Haptanthus hazlettii, enigmatic Central American plant, in the light of new findings. S. 351, in XVIII International Botanical Congress 2011, Melbourne.
- A. B. Shipunov, E. Shipunova: Haptanthus story: rediscovery of enigmatic flowering plant from Honduras. In: American Journal of Botany, Volume 98(4), 2011, S. 761–763. doi:10.3732/ajb.1000307.
- Alexei Oskolski, Maria von Balthazar, Yannick M. Staedler, Alexey B. Shipunov: Inflorescence and floral morphology of Haptanthus hazlettii (Buxaceae, Buxales). In: Botanical Journal of the Linnean Society. Volume 179, Issue 1, 2015, S. 190–200, doi:10.1111/boj.12303.